# 경기기계공업고등학교
경기기계공업고등학교(京畿機械工業高等學校)는 대한민국 서울특별시 노원구 하계동에 있는 공립 고등학교이다.

## 학교 연혁
- 1957년 2월 15일 : 청량상업고등학교 설립 인가
- 1961년 3월 17일 : 청량종합고등학교 개편(인문, 상업, 기계, 전기, 원예, 축산, 회화, 응용미술, 음악, 체육 코스 설치)
- 1969년 12월 20일 : 청량공업고등학교로 개편 인가
- 1970년 3월 1일 : 청량공업고등학교로 개교(기계, 전기, 화공, 공예, 토목과 설치), 위치 동대문구 청량리동 3-1
- 1973년 5월 1일 : 부설 청소년직업학교 설치(라디오반, TV반, 다듬질반)
- 1977년 3월 3일 : 부설 기술원양성소 설치(기계조립과, 기계제도과, 전기과, 토목과)
- 1977년 12월 3일 : 청량기계공업 고등학교로 개편(정밀기계, 배관용접, 금속, 전기과 설치)
- 1981년 3월 1일 : 경기기계공업 고등학교로 개교(인가학급 4과 45학급)
- 1981년 5월 7일 : 경기기계공업 고등학교 이전 및 준공식(현재 위치 노원구 하계동 78)
- 1982년 6월 18일 : 본교 부설 서울특별시 공업계 고등학교 기계 공동 실습소 설치
- 1993년 3월 2일 : 2부 정밀기계과 4학급, 금속과 1학급 설치
- 1998년 3월 2일 : 특수학급 신설, 한민족(북방교포자녀) 초청 유학생 기술교육 시작
- 2004년 3월 2일 : 생활관 리모델링
- 2005년 4월 1일 : 진로체험센터 개소
- 2007년 3월 2일 : 학칙변경 자동생산과(6), 금형과(6), 로봇과(6), 에너지제어과(6), 메카트로닉스과(6), 신소재과(6), 전기제어과(6), 컴퓨터전자과(3), 유학생(3)
- 2020년 3월 23일 : 2020학년도 신입생 입학(368명)
- 2020년 9월 1일 : 제25대 신승인 교장 취임

## 설치 학과
- 자동화기계과
- 전기제어과
- 컴퓨터전자과
- 유학생반
- 하이텍융합기계과
- 항공드론과
- 산업안전제철과
- 3D융합설계과
- 글로벌반
- 스마트팩토리과
- 스마트설비과

## 갤러리

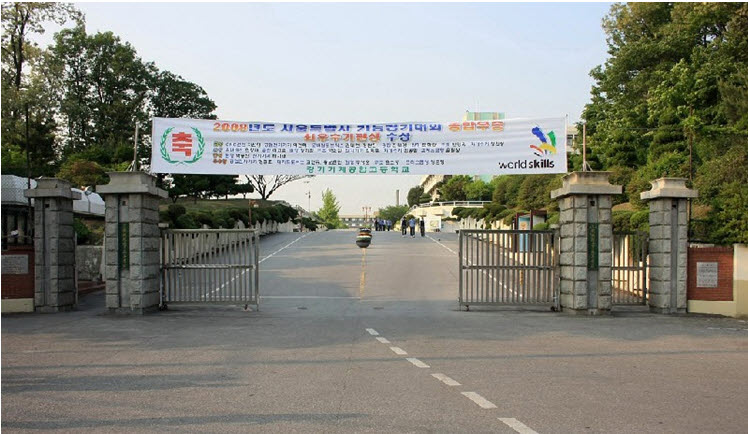
학교 교문
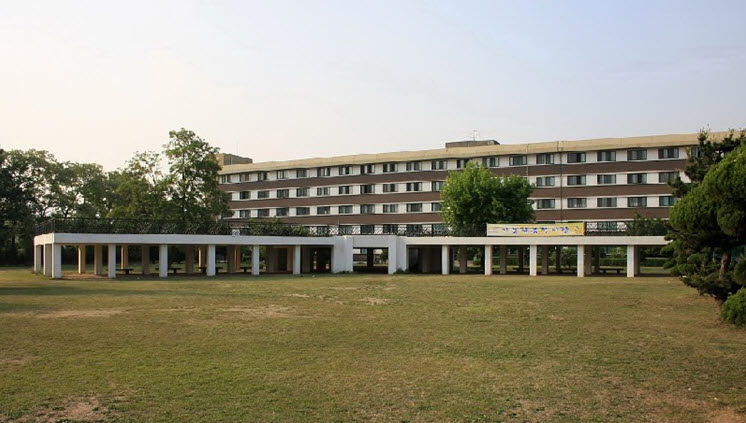
잔디광장
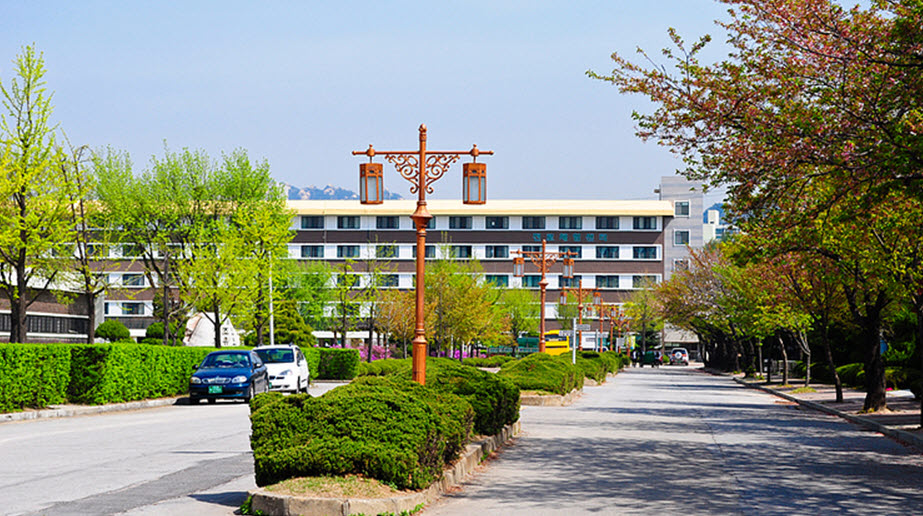
기숙사
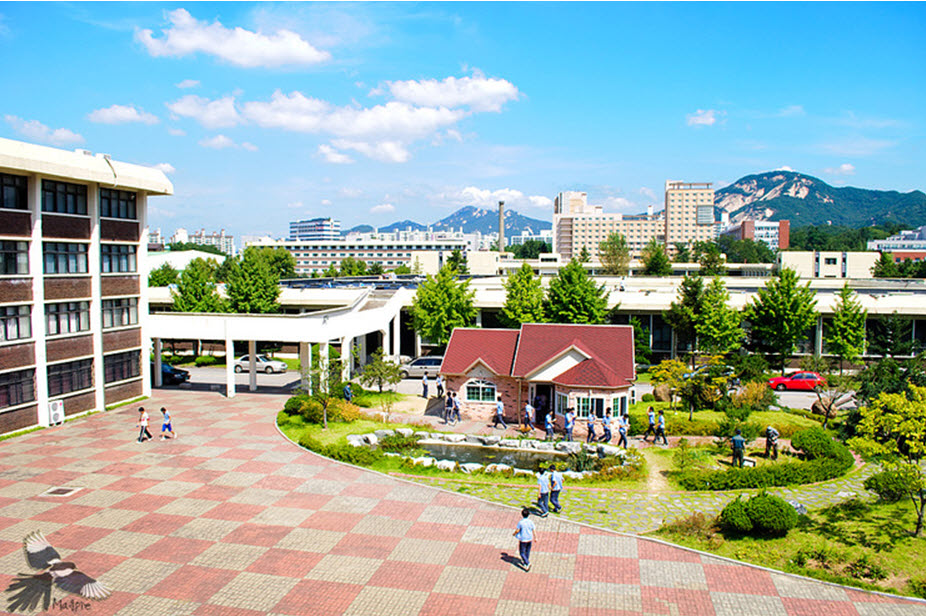
매점

## 참고 자료
- 경기기계공업고등학교 - 한국교육학술정보원 학교알리미